# Jennifer Garner
Jennifer Anne Garner Affleck (Houston, Teksas, 17. travnja 1972.), poznata kao Jennifer Garner, je američka filmska i televizijska glumica. Najbolje je poznata po ulozi CIA agentice Sydney Bristow u TV seriji "Alias". Njezini najpoznatiji filmovi su: Juno, Od klinke do komada, Stari, gdje mi je auto?, Uhvati me ako možeš, Daredevil, Elektra i Kraljevstvo.

## Rani život

### Djetinjstvo
Jennifer Garner je rođena u Houston, u Teksasu. Kći Patricije Ann, učiteljice engleskog jezika iz Oklahome, i Williama Johna Garnera, kemijskog inženjera koji je radio za Union Carbide u Teksasu. Ona je srednje dijete, između dvije sestre, Melisse Lynn Garner Wylie (rođena 5. veljače 1969. godine) i druge sestre Susannah Kay Garner Carpenter (rođena 24. siječnja 1975. godine). Kada je imala tektri godine, išla je na lekcije baleta koje je nastavila tijekom svoje mladosti. Iako je priznala da je jako voljela plesati, nikada nije imala ambicije postati klasična balerina. Kada je imala 4 godine morali su se preseliti u Princeton, Zapadna Virginia zbog posla njezinog oca. Poslije su se preselili u Charleston, Zapadna Virginia gdje je boravila do koledža. 

### Obrazovanje
1990. godine Garner je maturirala u školi u Charlestonu gdje je svirala saksofon. Poslije se upisala na studij kemije na Sveučilištu Denison. Poslije, kad je shvatila da je više privlači gluma, odustala je od studija kemije i pošla na dramski studij. 1994 je završila dramski studij, a 1995 godine je počela glumiti u kazalištima i tražiti ozbiljnije uloge.

## Karijera

### Rana karijera
U New York Cityju je zarađivala 150$ tjedno kao zamjena u predstavi "Mjesec u zemlji" ("A month in the country") 1995. godine. Malo kasnije je dobila prvu ulogu u sceni u filmu "Zoya". 1996. godine glumila je u epizodi "Spine Cityja". Poslije su joj nudili razne ponude u TV serijama. Glumila je u komediji "Stari, gdje mi je auto?" curu Ashtona Kutchera. 2001. je glumila u filmu "Pearl Harbor" s Kate Beckinsale i budućim suprugom Benom Affleckom.